# Craig McClune
Craig McClune est un musicien et producteur britannique, connu principalement comme batteur, percussionniste, choriste et bassiste de David Gray.
Il est apparu pour la première fois avec Gray sur son deuxième album studio, Flesh en 1994, puis sur Sell, Sell, Sell (en) (1996). White Ladder est certifié platine en 1998. Il est décrit comme l'un des plus grands albums du 21e siècle. En 2001, sort Lost Songs 95-98 (en), puis A New Day at Midnight (en) en 2002 et Life in Slow Motion (en) en 2005.

## Biographie
Il est le batteur des Flaming Mussolinis entre 1984 et 1988. En 1990, David Gray entre dans le groupe de Clune au Wag Club de Londres. Les deux hommes restent alors en contact.
À propos de McClune, David Gray déclare : « [Il] est le musicien dont je suis le plus proche. En général, j'écoute davantage la mélodie, l'atmosphère générale, ou les paroles et le chant. Clune m'aide à comprendre ce que je veux ressentir. du rythme et de la batterie. Mais il est plus qu'un batteur – il a également joué la plupart des lignes de basse du disque ».
McClune et Gray se sont séparés en 2007, après quatorze ans ensemble, initialement en duo. Il a été remplacé par Keith Pryor. Ils se sont réunis en 2022 pour une tournée marquant le 20e anniversaire de la réédition de 2000 de White Ladder, qui a propulsé Gray vers la gloire. La tournée a été retardée de deux ans en raison de la pandémie de COVID-19.